# Warthausen

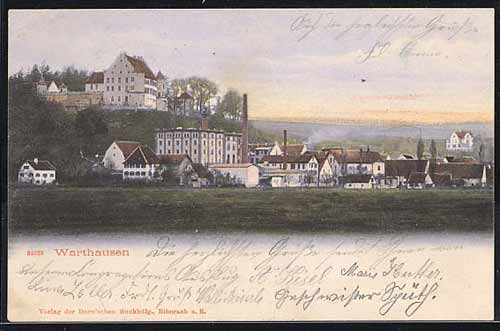
Warthausen 1905

Warthausen gehört mit rund 5000 Einwohnern zu den größten Landgemeinden im baden-württembergischen Landkreis Biberach in Deutschland.

## Geographie

### Geographische Lage
Warthausen liegt vier Kilometer nördlich von Biberach an der Riß und 38 Kilometer südlich von Ulm. Die Gemeinde wird von dem südlichen Donau-Zufluss Riß durchflossen.

### Gemeindegliederung
Die Gemeinde Warthausen besteht aus dem Hauptort Warthausen mit Oberhöfen und Röhrwangen sowie aus den Teilorten Birkenhard und Höfen mit Barabein, Galmutshöfen, Herrlishöfen, Rappenhof und Rißhöfen.

### Nachbargemeinden
Warthausen grenzt im Norden an Schemmerhofen, im Osten an Maselheim und im Süden an Biberach an der Riß.

### Schutzgebiete
Die „Schloßhalde Warthausen“ ist als Landschaftsschutzgebiet ausgewiesen. Daneben hat die Gemeinde Anteil am Landschaftsschutzgebiet „Katzenhalde, Bestenshalde, Fabrikhalde, Pfannenhalde, Ulmer Steighalde“. Der Windberg südlich von Rohrwangen gehört zum FFH-Gebiet „Wälder bei Biberach“.

## Geschichte

### Mittelalter
Warthausen ist eine Siedlung der älteren Ausbauzeit, die aus dem Haufendorf Ober- und dem Straßendorf Unterwarthausen bestand. Eine erste Erwähnung könnte zu Beginn des 12. Jahrhunderts erfolgt sein, wie die Kopie einer Urkunde aus dem 16. Jahrhundert vermuten lässt. Im Hochmittelalter war der Ort Bestandteil des Herzogtums Schwaben und Sitz der freiadligen Herren von Warthausen, die ihre Herrschaft 1167 an den Kaiser Friedrich Barbarossa verkauften. In der ersten Hälfte des 13. Jahrhunderts belehnten die Staufer das Haus Waldburg mit der Ortsherrschaft. Der Ort entwickelte sich zum Sitz der Herrschaft Warthausen, in dessen Mittelpunkt sich das gleichnamige Schloss befand. 1331 wurde Warthausen ein Bestandteil Vorderösterreichs.

### Neuzeit
Seit 1696 befand sich Warthausen unter der Herrschaft der Grafen von Stadion, die sie als Lehen des Hauses Habsburg besaßen. Besondere Erwähnung verdient der kunstsinnige Graf Anton Heinrich Friedrich von Stadion, der im 18. Jahrhundert den Dichter Christoph Martin Wieland aus Biberach an seinen Hof ins Schloss Warthausen holte, wo dieser eine Stätte mondäner Bildung und persönlicher Anregung fand und dort auch seine einstige Verlobte Sophie von La Roche antraf. Der Ort Warthausen erlangte 1777 das Marktrecht. In der Zeit der Mediatisierung zu Beginn des 19. Jahrhunderts gelangte Warthausen nach einem kurzen badischen und bayerischen Intermezzo mit der Rheinbundakte 1806 an das Königreich Württemberg und wurde dem Oberamt Biberach zugeordnet. 1826 verkaufte Graf Johann Philipp von Stadion seine Patrimonialgüter an den württembergischen Staat. Dieser veräußerte das Schloss in Warthausen 1829 an den Freiherrn Wilhelm von König-Warthausen. Mit der Errichtung der Südbahn bekam Warthausen Anschluss an das Netz der Württembergischen Eisenbahn. Bei der Kreisreform während der NS-Zeit in Württemberg gelangte Warthausen 1938 zum Landkreis Biberach. 1945 wurde Warthausen Teil der Französischen Besatzungszone und kam somit zum neu gegründeten Land Württemberg-Hohenzollern, welches 1952 im Land Baden-Württemberg aufging.

### Eingemeindungen
Am 1. Januar 1973 wurde Birkenhard nach Warthausen eingemeindet, die Eingemeindung von Höfen erfolgte am 1. Mai 1974.

### Religion
Seit 1275 hatte Warthausen eine eigene Kirche und Pfarrei. Das Patronat der Kirche besaß von 1465 bis 1875 die Albert-Ludwigs-Universität Freiburg. Von etwa 1385 bis zur Aufhebung 1782 befand sich in Warthausen auch ein Kloster der Franziskanerinnen. Auf Grund der langen historischen Zugehörigkeit zu Vorderösterreich blieb Warthausen bis heute überwiegend katholisch geprägt. 1957 wurde die neue Pfarrkirche Sankt Johannes Evangelist errichtet, an der sich noch der alte erhaltene Kirchturm befindet. Die Gläubigen der katholischen Gemeinde in Warthausen gehören zu einer Seelsorgeeinheit im Dekanat Biberach der Diözese Rottenburg-Stuttgart. Das Heggelinhaus Warthausen ist das katholische Gemeindehaus, welches sich neben der Pfarrkirche St. Johannes befindet. Es trägt den Namen des Pfarrers Ignaz Valentin Heggelin. In Birkenhard befindet sich die alte Kirche St. Josef und gegenüber die neue Rundkirche St. Maria, Mutter der Christenheit.

## Politik

### Bürgermeister
Als Nachfolger von Franz Wohnhaas, der seit 1987 im Amt war und nicht mehr zur Wahl antrat, wurde Cai-Ullrich Fark 2003 zum Bürgermeister von Warthausen gewählt. Fark war zum Zeitpunkt der Bewerbung Mitglied von Bündnis 90/Die Grünen. Er verließ Die Grünen jedoch im Oktober 2008 und trat im Dezember 2008 der CDU bei. Vorausgegangen waren Meinungsunterschiede über die Zukunft der Hauptschule. Am 17. Oktober 2010 wurde er von Wolfgang Jautz (parteilos) abgelöst. Mit 53,73 Prozent der Stimmen setzte sich Jautz gegen den Amtsinhaber durch, der nur auf 46,02 Prozent der Stimmen kam. Die Wahlbeteiligung lag bei 62,9 Prozent. Am 14. Oktober 2018 wurde Jautz mit 60,7 Prozent der Stimmen gegen zwei Mitbewerber, Christian Koch (26,8 %) und Andreas Reiner (9,9 %), wiedergewählt. Die Wahlbeteiligung lag bei 56,5 Prozent.

### Gemeinderat
Der Gemeinderat in Warthausen besteht aus den 14 gewählten ehrenamtlichen Gemeinderäten und dem Bürgermeister als Vorsitzendem. Der Bürgermeister ist im Gemeinderat stimmberechtigt. Die Kommunalwahl am 9. Juni 2024 führte zu folgendem Ergebnis. Die Wahlbeteiligung lag bei 63,69 Prozent (2019: 62,12 Prozent).
| Partei/Gruppierung                | Stimmen | Sitze | Ergebnis 2019   |
| --------------------------------- | ------- | ----- | --------------- |
| Freie Wählervereinigung           | 64,47 % | 9     | 40,7 %, 6 Sitze |
| CDU                               | 35,53 % | 5     | 37,3 %, 5 Sitze |
| Ökologisches Bürger-Bündnis (ÖBB) | 0 %     | 0     | 22,0 %, 3 Sitze |

### Wappen
| Wappen der Gemeinde Warthausen | Blasonierung: „Unter goldenem (gelbem) Schildhaupt, darin eine gestürzte schwarze Wolfsangel, in Schwarz zwei schräg gekreuzte goldene (gelbe) Lilienstäbe mit bewurzelten Stielen.“ |
| Wappen der Gemeinde Warthausen | Wappenbegründung: Im Dienstsiegel der Gemeinde war 1956 eine von einem Pfahlgerüst getragene, mittels einer Leiter besteigbare Warte (Warthaus) als redende Wappenfigur abgebildet. Diese Figur war vom Wappen der Schad von Mittelbiberach, früheren Inhabern der Herrschaft Warthausen, abgeleitet. Bei der Gestaltung des vom Innenministerium am 2. Dezember 1960 zusammen mit der Flagge verliehenen Wappens wurden stattdessen die Lilienstäbe aus dem Wappen der Herren von Warthausen mit einer in vertauschten Farben ins Schildhaupt gesetzten Wolfsangel aus dem Wappen der Grafen von Stadion verbunden. Die letzteren besaßen die Herrschaft von 1696 bis 1826. |

Wappen der ehemals eigenständigen Gemeinden

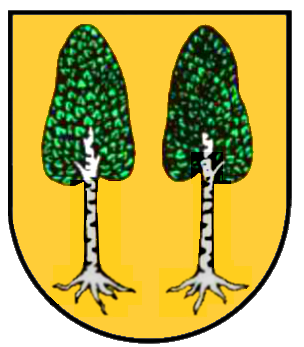
Birkenhard
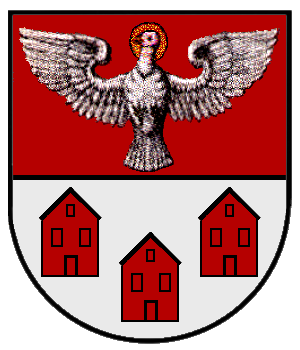
Höfen

### Städtepartnerschaften

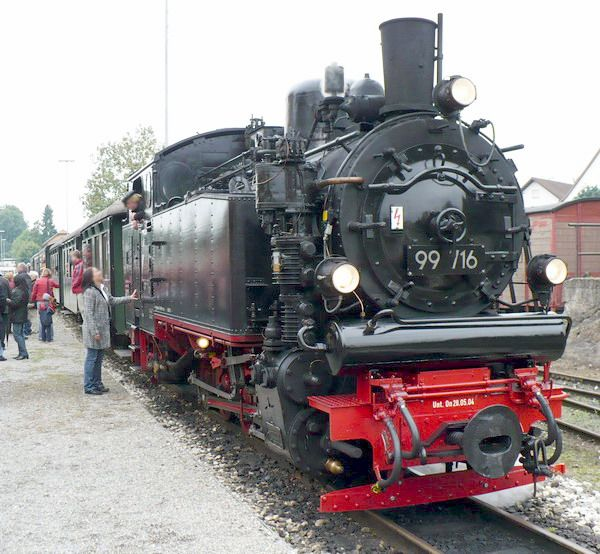
Öchsle-Bahn

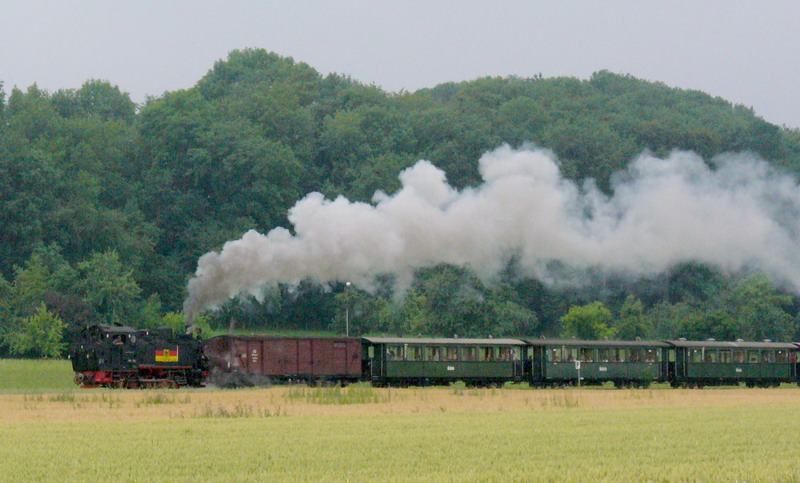
Das Öchsle bei Herrlishöfen

- Waldenburg in Sachsen

## Verkehr
Warthausen liegt an der württembergischen Südbahn Ulm–Friedrichshafen. Seit 2001 halten hier wieder Regionalzüge, seit Dezember 2022 zweimal pro Stunde als Regio-S-Bahn Donau-Iller nach Ulm, Laupheim und Biberach. Der ehemalige Bahnhof diente als Knopfmuseum. Zwischen Ulm und Bad Schussenried gilt der Tarif des Donau-Iller-Nahverkehrsverbundes.
Anschluss an das Autobahndreieck Neu-Ulm besteht über die vierspurige Bundesstraße 30.
Durch eine Alltagsroute aus dem Radnetz Baden-Württemberg ist Warthausen mit Biberach und in der anderen Richtung über Äpfingen (Gemeinde Maselheim) und Baltringen (Gemeinde Mietingen) mit Laupheim verbunden. 
Durch Warthausen führt als Landes-Radfernweg der Donau-Bodensee-Radweg. Er führt von Ulm zum Bodensee nach Kressbronn und verläuft dabei von Schemmerhofen kommend über Warthausen nach Biberach.

## Kultur und Sehenswürdigkeiten

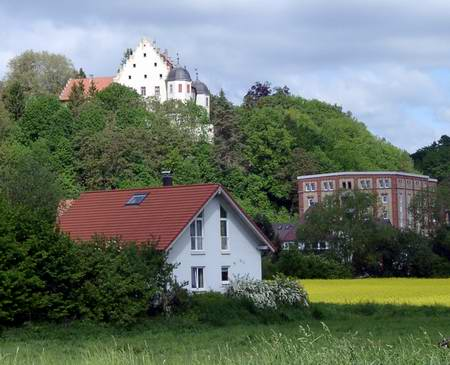
Schloss Warthausen

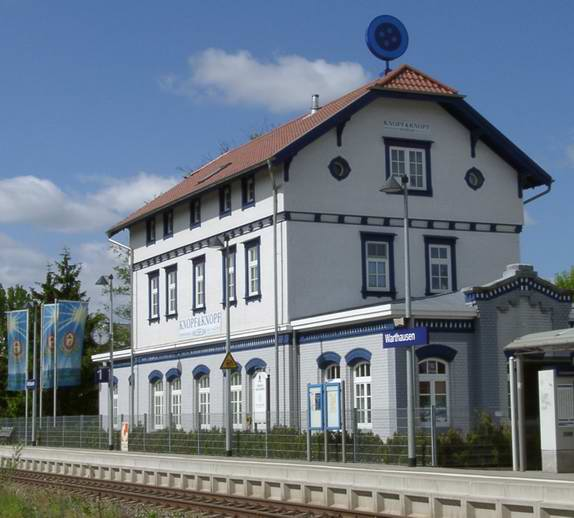
Knopfmuseum im Bahnhof

In Warthausen beginnt der Öchsle-Radweg nach Ochsenhausen, der streckenweise parallel zur Trasse der Öchsle-Bahn verläuft.

### Museen
- Das Knopfmuseum im ehemaligen Bahnhofsgebäude wurde im Frühjahr 1999 eröffnet. Im März 2018 wurde die Ausstellung geschlossen.[8] (Bericht im Regio-TV, 17. Januar 2018)
- Das „Öchsle“, eine Schmalspur-Museumseisenbahn, fährt von Mai bis Oktober an den Wochenenden, außerdem gibt es Sonderfahrten auf der Strecke Warthausen-Ochsenhausen.

### Bauwerke
Das Schloss Warthausen (16. Jahrhundert) war seit 1696 im Besitz der Grafen von Stadion. 1829 erwarb es Wilhelm von Koenig-Warthausen. Das Schloss wurde von zahlreichen Persönlichkeiten der Geschichte bewohnt, unter anderem von Graf Anton Heinrich Friedrich von Stadion, Christoph Martin Wieland, Johann Heinrich Tischbein der Ältere, Sophie von La Roche, Friedrich Karl von Koenig-Warthausen. Seit 1985 sind Schloss und Gut im Besitz von Franz Freiherr von Ulm zu Erbach.
Die Brauerei Warthausen (Gründung: 1632; Schließung: 1970) war als Bierlieferant für bis zu 400 Gaststätten in ganz Süddeutschland bekannt und beliebtes Ausflugsziel. Heute ist im Brauereigebäude ein Pflegeheim untergebracht.

## Persönlichkeiten

### Söhne und Töchter der Gemeinde
- Carl Georg von La Roche (1766–1839), Preußischer Oberbergrat
- Franz von Kober (1821–1897), Professor für katholische Theologie an der Universität Tübingen
- Richard Freiherr Koenig von und zu Warthausen (1830–1911), Naturforscher
- Friedrich Karl Freiherr Koenig von und zu Warthausen (1906–1986), geboren auf Schloss Warthausen, Pilot, Jurist und Autor (1928/1929 Flugweltrekord Berlin–Moskau mit anschließendem Flug um die Welt)
- Karl Arnold (1901–1958), geboren in Herrlishöfen, Politiker (Zentrum, CDU), MdB, MdL (Nordrhein-Westfalen), Ministerpräsident von Nordrhein-Westfalen (1947–1956)
- Rüdiger Vogler (* 1942), Schauspieler
- Manfred Nimtz (* 1955), Großmeister im Fernschach

### Personen, die mit der Gemeinde in Verbindung stehen
Der CDU-Bundestagsabgeordnete Julius Steiner (* 1924 in Stuttgart; † 1997 in Friedberg, Bayern) nutzte das Bestechungsgeld, das er für seine Enthaltung 1972 beim Misstrauensvotum gegen Willy Brandt erhalten hatte, um sein Einfamilienhaus in Warthausen-Oberhöfen zu finanzieren (vgl. auch Steiner-Wienand-Affäre).